# Testikuläre intraepitheliale Neoplasie
Die Testikuläre intraepitheliale Neoplasie (TIN) ist eine Zellveränderung im Hoden, die einem Hodentumor vorausgeht (Präkanzerose). Da sie sich aus Keimzellen (Spermatogonien) entwickelt, gilt sie als Vorstufe der Keimzelltumoren, welche 95 % aller Hodentumoren ausmachen. Es wird angenommen, dass es sich bei der Testikulären intraepithelialen Neoplasie um eine obligate Präkanzerose handelt, was bedeutet, dass aus einer jeden Testikulären intraepithelialen Neoplasie ein Hodentumor entsteht. Das Risiko für maligne Entartung einer Testikulären intraepithelialen Neoplasie beträgt 70 %.

## Pathologie
Die Zellen, die sich in einer Testikulären intraepithelialen Neoplasie finden, haben deutlich größere Zellkerne als die gesunden Zellen. Außerdem sind sie im Gegensatz zu diesen PAS-positiv und exprimieren die plazentare alkalische Phosphatase (PLAP), welche immunhistochemisch nachweisbar ist.

## Vorkommen
Die Testikuläre intraepitheliale Neoplasie findet sich, ebenso wie der daraus resultierende Hodentumor, am häufigsten in der Altersgruppe von 20 bis 35. Bei bestehendem Hodentumor findet sich die TIN zu 5 % im kontralateralen Hoden.

## Diagnostik

### Methode
- Biopsie
- immunhistologische Untersuchung

### Indikationen zur Diagnostik
- kontralateraler Hoden bei Zustand nach Hodentumor
- bei organerhaltender Tumorexzision
- bei bestimmten Formen der Mikrolithiasis testis
- Maldescensus testis

## Therapie
Die Standardtherapie der testikulären intraepithelialen Neoplasie besteht zurzeit in einer lokalen Strahlentherapie von 20 Gy, welche in mehreren Sitzungen (je 2 Gy über 2 Wochen) verabreicht wird. Während hierbei die hormonproduzierenden Leydig-Zellen hierbei großteils funktionsfähig bleiben, können die Keimzellen durch die Toxizität geschädigt werden. Bei bestehendem Kinderwunsch sollten also vor der Therapie Spermien konserviert werden.
Bei gesundem Zweithoden, der durch Bestrahlung nicht gefährdet werden soll, kann auch eine Orchiektomie durchgeführt werden.
Chemotherapie allein hat eine Heilungsrate von fast 70 %. Bei bestehenden TIN-Zellen sollte sekundär bestrahlt werden.
Die Prognose der testikulären intraepitheliale Neoplasie ist gut.